# Sogno biondo
Sogno biondo (Ein blonder Traum) è un film del 1932 diretto da Paul Martin.

## Trama
Due giovani lavavetri dallo stesso nome e chiamati, di conseguenza, Willy I e Willy II, sono i migliori amici di questo mondo: litigano solo quando si innamorano della stessa ragazza. È quello che succede quando i due conoscono la bella Jou-Jou, una biondina che lavora in un circo e di cui loro si prendono cura quando la ragazza, disillusa, scopre di essere stata presa in giro da un tipo che, spacciandosi per il famoso impresario Merryman, le aveva promesso, in cambio di 25 dollari, una fulgida carriera hollywoodiana. I due Willy ospitano Jou-Jou nel loro appartamento, che si compone di due vecchi vagoni ferroviari ormai dismessi. La convivenza non va troppo bene, soprattutto perché i due Willy sono gelosi uno dell'altro. Jou-Jou un giorno viene a sapere che Merryman è di nuovo a Berlino, così lo va a trovare. Naturalmente, incontra quello che è il vero impresario e la ragazza non si fa sfuggire l'occasione per magnificare le sue doti di attrice, cominciando a perseguitarlo. Per liberarsene, Merryman alla fine le promette un ingaggio. Jou-Jou ne è felice: ma ora deve risolvere il suo rapporto con i due amati Willy.

## Produzione
Il film fu prodotto dall'Universum-Film AG (UFA) (Berlin). Venne girato a Berlino negli Ufa-Atelier, di Neubabelsberg.

## Distribuzione
Distribuito dall'Universum Film (UFA) con il visto di censura B.32148, vietato ai minori, il film fu distribuito nelle sale tedesche in prima al Gloria-Palast di Berlino il 23 settembre 1932. Il 17 novembre e il 26 dicembre dello stesso anno la pellicola uscì anche in Danimarca (con il titolo Den gyldne Drøm) e in Finlandia.